# Interlingue
Interlingue, początkowo occidental – język sztuczny utworzony przez bałtycko-niemieckiego oficera marynarki i nauczyciela Edgara de Wahla (1867–1948) i opublikowany w 1922 roku.
Interlingue jest językiem z grupy naturalistycznych języków planowych, który został skonstruowany w taki sposób, aby wyrazy pochodne w jak największej mierze przypominały formy występujące w językach zachodnioeuropejskich. Zostało to osiągnięte za pomocą tzw. reguły de Wahla, niewielkiego zbioru zasad dotyczących przekształcania bezokoliczników czasowników w pochodne od nich rzeczowniki i przymiotniki. Po uzupełnieniu słownika uproszczoną gramatyką powstał język stosunkowo łatwy do zrozumienia bez uprzedniej nauki przez osoby mówiące językami zachodnioeuropejskimi. Interlingue zyskał pewną popularność w Europie w okresie kilkunastu lat przed II wojną światową. W czasie wojny nazwa języka została zmieniona na interlingue.
Po wojnie interlingue został stopniowo usunięty w cień przez konkurencyjny projekt naturalistycznego języka sztucznego interlingua, który został opublikowany w 1951 roku. Głównym organem jest pismo Cosmoglotta.

## Przykładowy tekst
Li material civilisation, li scientie, e mem li arte unifica se plu e plu. Li cultivat europano senti se quasi in hem in omni landes queles have europan civilisation, it es, plu e plu, in li tot munde. Hodie presc omni states guerrea per li sam armes. Sin cessa li medies de intercommunication ameliora se, e in consecuentie de to li terra sembla diminuer se. Un Parisano es nu plu proxim a un angleso o a un germano quam il esset ante cent annus a un paisano frances.